# Blauer Wollhaarkäfer
Der Blaue Wollhaarkäfer (Dasytes caeruleus, Syn.: Dasytes cyaneus) ist ein Käfer aus der Familie der Wollhaarkäfer. Er ist gewöhnlich leuchtend metallisch blau und erreicht eine Körpergröße von fünf bis sechs Millimetern.  In Deutschland wird er nur im Land Sachsen-Anhalt in den Roten Listen geführt und dort als gefährdet eingestuft.
Der Artname caeruleus (lat. caerūlĕus = blau) wie auch das Synonym cyaneus weist auf die Farbe des Käfers  hin.  Der Gattungsname Dasytes  (von altgr. δασύς, dasýs, zottig) spielt auf die deutliche Behaarung des Käfers an. Die artenreiche Gattung ist in Europa mit fünf Untergattungen repräsentiert, weltweit mit zehn Untergattungen.  Die Art caeruleus wird zur Untergattung Metadasytes gerechnet, die in Europa mit zwei Arten vertreten ist. Die Art wurde erstmals  1774 von De Geer beschrieben und dabei in die 1766 durch Schaeffer aufgestellte Gattung Telephorus gestellt, in denen sich die häufigsten Canthariden befinden. Die  Gattung Dasytes wurde erst 1799 definiert.
| |                    |
| Abb. 3: Seitenansicht |                    |
| Abb. 2: Frontalansicht |                    |
| |                    |
| Abb. 4: Halsschild | Abb. 5: Unterseite |
| |                    |
| Abb. 6: Tarsen der Vorderbeine links von oben, rechts von unten Die herzförmig Verbreiterung des 1. bis 3. Gliedes umgreift jeweils die Basis des folgenden Gliedes (Verkrümmung wegen Trocknung) |                    |

## Merkmale des Käfers
Der Käfer gehört zur Familiengruppe der Malacodermata, die Familien mit Arten umfasst, deren Körper nur wenig sklerotisiert ist. Beine und Fühler sind schwarz. Der restliche Körper ist metallisch blau bis grün, in seltenen Fällen dunkel.
Der Kopfschild ist durch eine feine Linie abgetrennt und gewöhnlich von oben sichtbar (nur in Abb. 2 bei höherer Auflösung erkennbar).
Die elfgliedrigen Fühler sind vor den Augen eingelenkt und schwarz behaart. Die Fühlerglieder sind alle etwa gleich groß. Sie sind mit Ausnahme der ersten beiden Glieder nach innen erweitert (dreieckig, gesägt). Bei den Weibchen sind die Fühler kürzer und gedrungener als bei den Männchen. Bei den letzteren überragen die Fühler die Körpermitte.
Die Augen sind zu den Fühlern hin leicht ausgerandet (Abb. 2). Sie sind sehr fein und kurz behaart.
Die Lippentaster sind kurz, das Endglied lang eiförmig mit schief abgestutzter Spitze. Die viergliedrigen Kiefertaster sind fadenförmig mit sehr kleinem Grundglied. Das zweite Glied ist länger als das dritte. Das Endglied ist am längsten, in der Mitte verdickt und ebenfalls am Ende schief abgestutzt.
Der Halsschild (Abb. 4) ist scharf gerandet (Abb. 3) und mäßig dicht gepunktet. Er ist höchstens etwas verrunzelt, die Abstände zwischen den Punkten sind eher glatt.
Die Flügeldecken sind beim Männchen annähernd parallel, beim Weibchen verbreitern sie sich nach hinten leicht. Sie sind mehr als doppelt so lang wie breit und am Ende gemeinsam abgerundet. Die struppige doppelte Behaarung besteht aus aufgerichteten kürzeren Borsten und einer längeren ebenfalls abstehenden Grundbehaarung. Sie ist nur mäßig dicht.
Die Vorderhüfthöhlen sind hinten offen. Die Vorderhüften sind zapfenförmig hängend und berühren sich innen (Abb. 5). Die Hinterhüften sind dagegen horizontal gestellt. Sie berühren sich beinahe. Alle Tarsen sind fünfgliedrig. Die ersten drei Tarsenglieder sind distal herzförmig verbreitert, sie umfassen die Basis des folgenden Tarsenglieds. Das vierte Tarsenglied ist deutlich schmäler und kürzer als das dritte (Abb. 6). Die Klauen sind im Unterschied zur Gattung Aplocnemus ohne lappenförmigen häutigen Anhang (Abb. 6).

## Biologie
Die Art wird zur Gilde der Altholzbesiedler gezählt. Sie befällt keine gesunden Baumteile oder frisch gefälltes Holz. Sie kommt montan in Laubwäldern und am  Rand derselben, besonders bei Anwesenheit von Buchen vor. Die Käfer sind auf blühendem Gebüsch, in Reisighaufen, auf bemossten Stämmen und in weißfaulem Holz zu finden.
Die Larven sind weiß, stark behaart und sechsbeinig. Sie machen in abgestorbenen Baumteilen auf Insektenlarven Jagd. Dabei befallen sie sowohl Laub- als auch Nadelholz. Es werden Hornzacken, also abgestorbene und durch Austrocknung sehr hart gewordene Äste als Ort der Entwicklung genannt, aber auch Mistelholz mit Borkenkäferbefall. Auf der Nahrungssuche können sie auch Holz in Holzmehl zernagen. Die Puppenwiegen liegen in der Rinde. Der Käfer schlüpft im Frühjahr.
Die Käfer fressen Blütenpollen verschiedener Pflanzen, besonders Weißdorn.

## Verbreitung und Vorkommen
Die Käfer erscheinen früh im Jahr. Man findet sie dann auf Blüten und Gräsern in Waldnähe oder auch an den Brutbäumen. Die Art ist in ganz Europa verbreitet, fehlt aber im Norden. In Mitteleuropa ist sie häufig, nur im Osten seltener. In den roten Listen wird sie als nicht gefährdet oder wenig gefährdet eingestuft.